# Agrotis trifurcula
Agrotis trifurcula är en fjärilsart som beskrevs av Otto Staudinger 1892. Agrotis trifurcula ingår i släktet Agrotis och familjen nattflyn. Inga underarter finns listade i Catalogue of Life.